# Aboubakary Kanté
Aboubakary Kanté (Pontoise, 11 agosto 1994) è un calciatore gambiano con cittadinanza francese, attaccante del Dunkerque.

## Biografia
È nato in Francia da genitori originari del Gambia.

## Carriera

### Club
Ha giocato nella seconda divisione francese ed in quella spagnola e nella massima serie belga.

### Nazionale
Nel 2021 ha esordito in nazionale.